# Хмельники (Ростовский район)
Хмельники — посёлок в Ростовском районе Ярославской области России.
В рамках организации местного самоуправления входит в Петровское сельское поселение, в рамках административно-территориального устройства — в Перовский сельский округ.

## География
Расположен в 28 км к югу (по прямой) от центра города Ростова и в 7 км к югу от рабочего посёлка Петровское.

## Население
| 2007 | 2010 |
| ---- | ---- |
| 655  | ↘519 |

Согласно результатам переписи 2002 года, в национальной структуре населения русские составляли 99 % от всех жителей.